# Oxyuridae
Oxyuridae é uma família de nemátodos da classe Secernentea. Possui oito gêneros, um dos quais contém o parasita humano, oxiúro (Enterobius vermicularis).